# Lektorský kněz
| T28 · D21 | H | b | W4 |

| T28 · D21 | H | b | W4 |

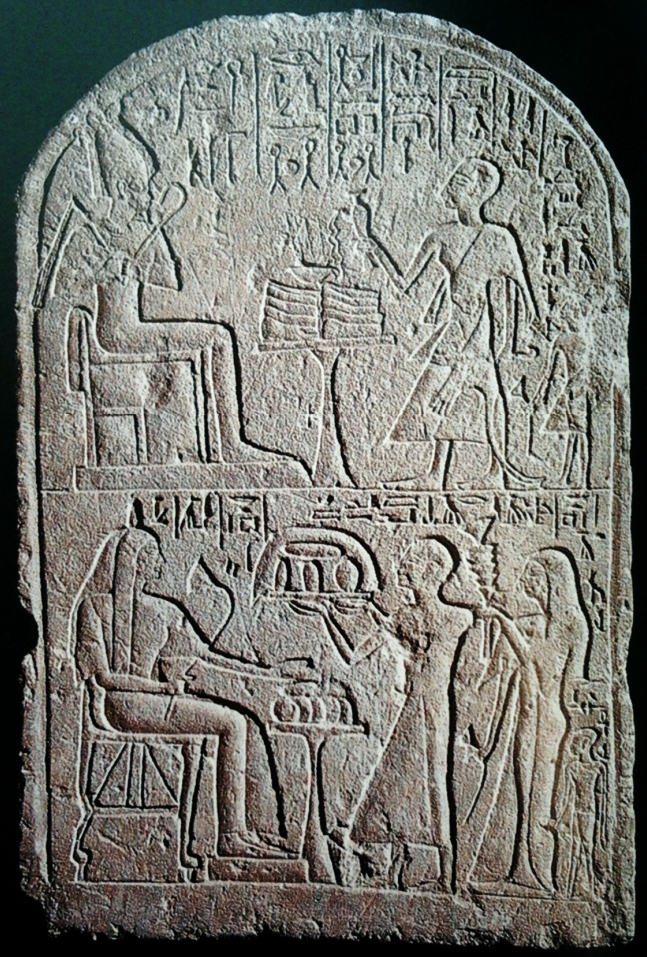
Stéla lektorského kněze ze Sakkáry, 19. dynastie.

Lektorský kněz byl ve starověkém Egyptě kněz, který během chrámových rituálů a oficiálních obřadů recitoval kouzla a hymny. Tíž kněží také poskytovali své služby laikům. Jako takoví byli jedněmi z nejvýznamnějších praktiků magie ve starověkém Egyptě. Ve staroegyptské literatuře jsou lektorští kněží často zobrazováni jako strážci tajných znalostí a jako ti, kdo předvádají magické výkony.
Nejvyšší lektorský kněz v chrámu spravoval archivy rituálních textů.
Termín „lektorský kněz“ je překladem egyptského titulu ẖrj-ḥȝb, což doslova znamená „nesoucí rituální svitek“. Termín označující vedoucího lektorského kněze, ẖrj-ḥȝb ḥrj-tp, byl tak úzce spojen s magií, že v pozdní egyptštině se zkrácená forma ḥrj-tp stala obecným termínem pro „kouzelníka“.